# Передєлкіно (платформа)
Передєлкіно — зупинний пункт/пасажирська платформа Київського напрямку та маршруту  МЦД-4.  Московської залізниці у місті Москва.
Остання платформа на цьому напрямку в межах Москви до 1 липня 2012 року: наступний пункт Мічурінець знаходиться на території Нової Москви.
Розташована у північній частині муніципального району Ново-Передєлкіно міста Москви. Спочатку називалася — 16-а верста. Розташована за 18 км SW від Москва-Пасажирська-Київська. Час руху електропотягом від Москва-Пасажирська-Київська —  20-25 хвилин.
Складається з двох симетрично розташованих берегових платформ. Вихід з обох платформ — із західного боку (з голови вагона, якщо їхати від Київського вокзалу) через квиткові каси і турнікети (введені в експлуатацію у 2001 році).

## Пересадки
- Автобуси: 316, 343, 497, 550, 579, 729, 812